# 李德 (1909年)
李德（1909年—1981年12月31日），又名李秋槐，化名李子青、许玉仙，男，直隶（今河北）巨鹿人，中华人民共和国政治人物，曾任河北省政协副主席。